# Bocche di Cattaro
Le Bocche di Cattaro (montenegrino e croato: Boka Kotorska; serbo: Бока Которска; veneto: Boche de Càtaro) sono una serie di insenature della costa dalmata meridionale del mare Adriatico in Montenegro, costituite da ampi valloni fra loro collegati che si inseriscono profondamente nell'entroterra come fiordi. Prendono il nome dalla città di Cattaro.

## Descrizione
Caratterizzate da profondi bacini perfettamente riparati dal mare aperto, le bocche di Cattaro costituiscono uno dei migliori porti naturali del mar Mediterraneo. Grazie a questa caratteristica, unitamente alla facile difendibilità, furono un importante punto strategico illirico, greco e quindi romano e bizantino. Per tre secoli la Repubblica di Venezia e poi l'Impero austro-ungarico hanno costituito una munitissima quanto inespugnata base navale militare. Cattaro era il capoluogo dell'Albania Veneta considerata dal punto di vista strategico un punto importantissimo per il controllo dell'Adriatico e per contrastare l'espansione ottomana.
In antichità e fino al VII secolo d.C. erano conosciute come golfo di Risano (sinus rhizonicus), dal nome del centro principale delle bocche in quei secoli prima dell'ascesa di Cattaro.
Dal 1420 al 1797, le Bocche di Cattaro fece parte del dominio veneziano e gran parte della popolazione, almeno nelle aree portuarie e urbane  era di lingua italiana. La situazione restò tale, almeno fino all'avvento dei nazionalismi, quando la minoranza italofona iniziò a emigrare dall'area, sotto la pressione del nascente nazionalismo slavo. Oggi nella zona resta un'esigua comunità italiana, riunita nella Comunità Italiana di Montenegro.  
Giuseppe Ungaretti vi fa riferimento in una delle sue ultimissime composizioni nel 1969: Le bocche di Cattaro. Da questi luoghi proveniva infatti l'anziana donna che sua madre prese a vivere in casa ad Alessandria d'Egitto quando morì il padre nel 1890 e che fu per il poeta la prima indimenticabile tata.
Nel 1979 l'UNESCO ha inserito le bocche di Cattaro nella lista dei patrimoni dell'umanità come regione naturale e storico-culturale delle Bocche di Cattaro.

### Geografia
A causa della loro somiglianza geomorfologica con la frastagliata costa norvegese, le bocche di Cattaro vengono spesso indicate come uno dei più meridionali fiordi d'Europa, trattandosi, appunto, di antichi valloni fluviali invasi dal mare.
L'insieme delle bocche di Cattaro ha una superficie di 87 km² ed è costituito dalle bocche vere e proprie (ossia il canale d'ingresso che comunica con l'Adriatico), nonché da quattro bacini separati, di una profondità variabile dai 40 ai 60 metri.
L'ingresso delle bocche di Cattaro è segnato a nord dalla sottile penisola di Vittaglina (Prevlaka) e dalla Punta d'Ostro (o Punta Acuta), che costituisce anche la propaggine più meridionale della Croazia, e a sud dalla Punta d'Arza; oltre questo passaggio vi è la baia di Topla o golfo di Castelnuovo.
Per mezzo del canale di Combur (Kumbor) si passa al secondo bacino, il più esteso: la baia di Teodo (Tivat), di forma triangolare. Quest'ultima è collegata mediante lo stretto delle Catene (lungo 2 km e largo appena 300 metri) agli ultimi due bacini, anch'essi di forma vagamente triangolare ma più piccoli, che sono il golfo di Risano a Nord-ovest e il golfo di Cattaro a Sud-est. I due golfi più interni si sviluppano lungo le pendici dirupate delle brulle Alpi Dinariche, tra cui svetta il Monte Lovćen (Monte Leone) sopra Cattaro.

## Centri abitati principali

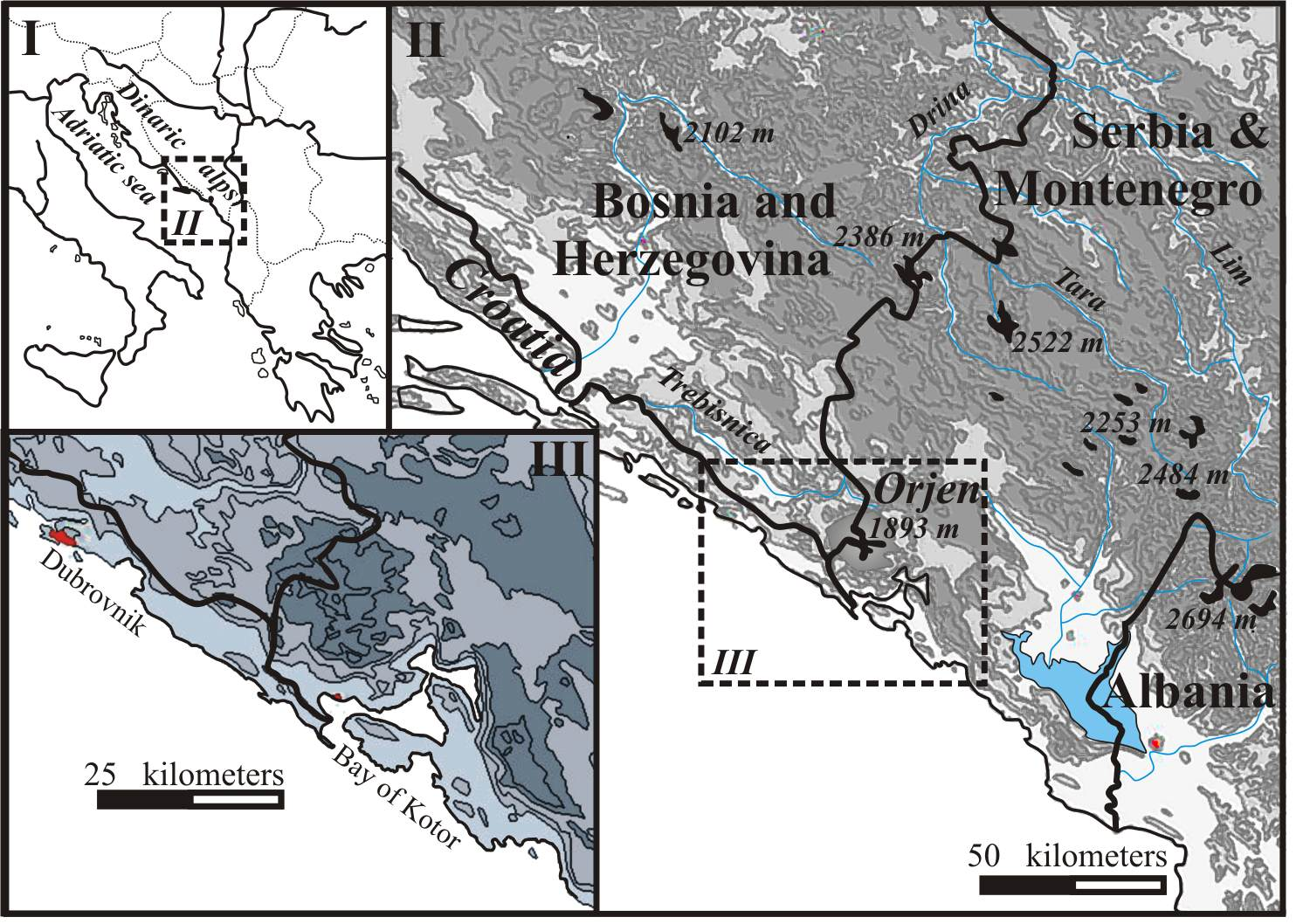
Mappa delle Bocche di Cattaro

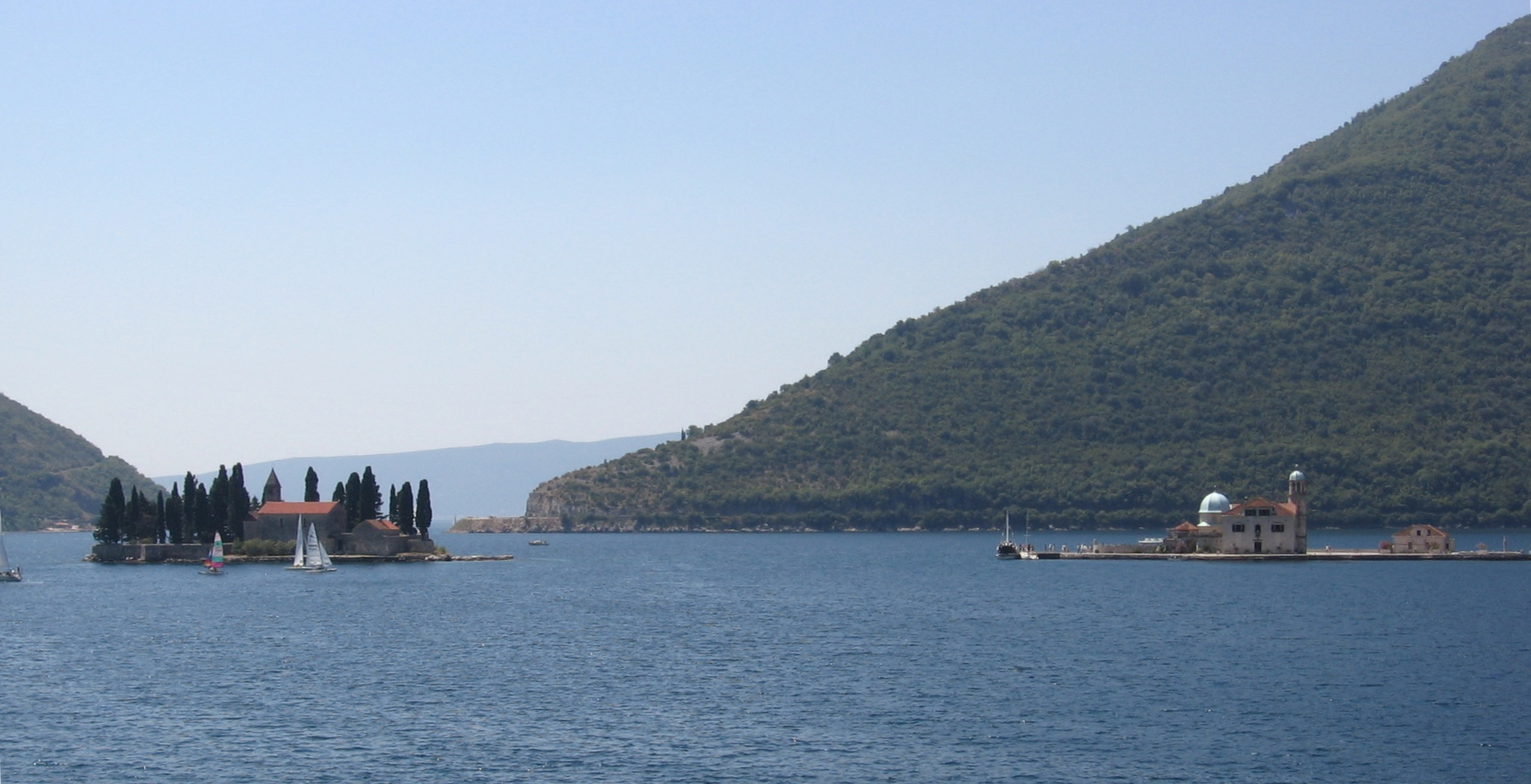
Le isole di San Giorgio e della Madonna dello Scalpello, di fronte a Perasto

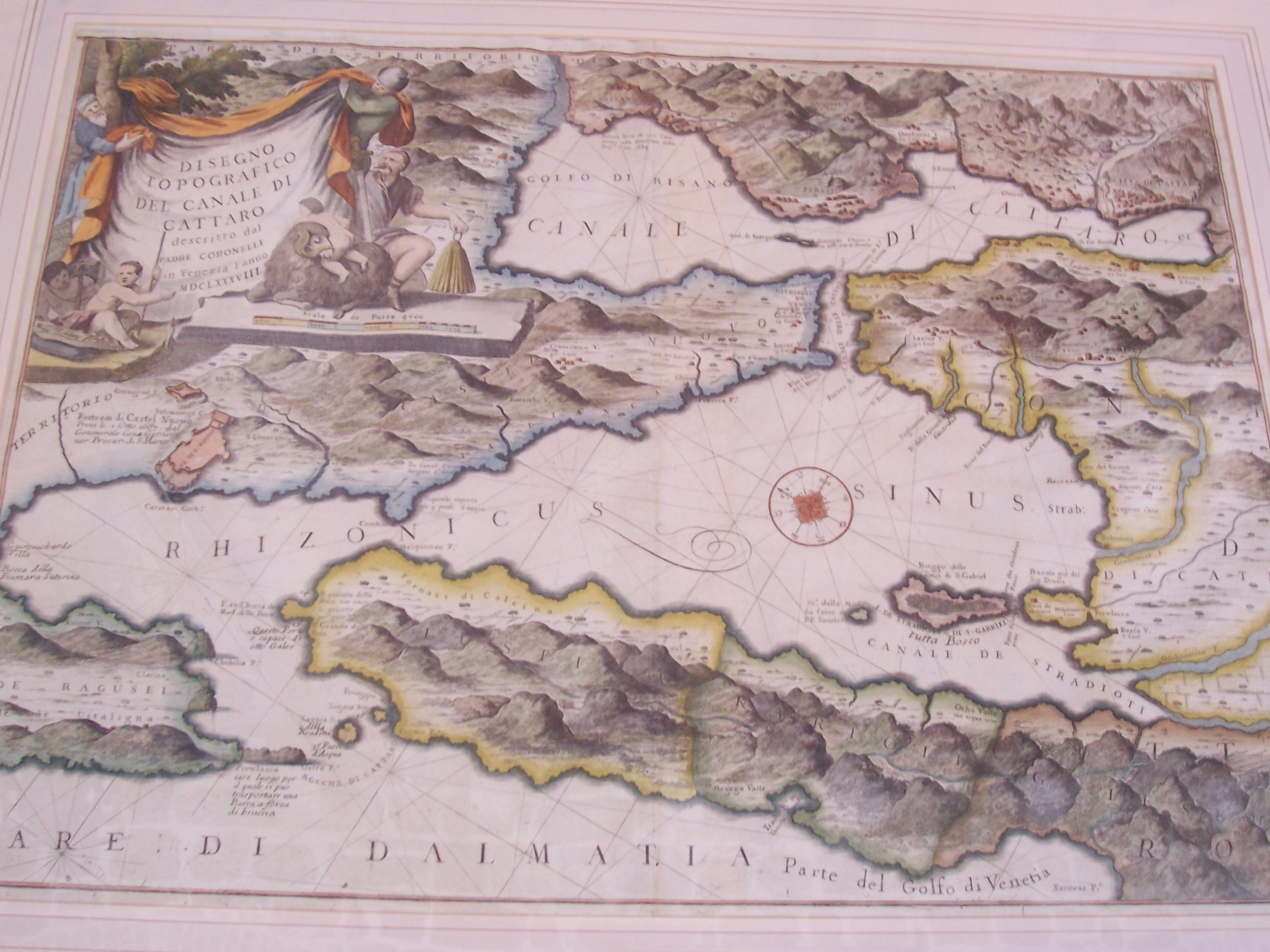
Antica mappa veneziana delle Bocche di Cattaro

Toponimi in italiano e in montenegrino.
- Baosich o Baossich[2], Porto Squaro (Baošić o Baošići)
- Bergulli[3] (Brguli)
- Bianca[4], San Pietro de Albis (Bijela)
- Camenari[5] (Kamenari)
- Càmeno[6] (Kameno)
- Cartolle (Krtole)
- Castelnuovo di Cattaro o Castelnuovo[7] Hercegnovi o (Herceg Novi)
- Cattaro o Cotor (Kotor)
- Clinzi[8] (Klinci)
- Combur o Combùr[9] (Kumbor)
- Crascich o Crascici (Krašići)
- Crussevizze[10] (di Bianca) (Bijelske Kruševice) o (Kruševice)
- Cutti[11] (Kuti)
- Dobrota o Dobroto (Dobrota)
- Genovich o Gionovich[12] o Paxtecum (Đenovići)
- Giurich[13] o Zurici (Đurići)
- Gliuta o Liuta (Ljuta)
- Gnivizze[14] (Njivice)
- Gruda (Gruda)
- Igalo o Jgalo[15] (Igalo)
- Jossizza[5] o Giossizza[5] o Porto Padova (Jošica)
- Lustizza o Lustiza (Luštica)
- Zuppa (Grbali)
- Lastua Inferiore o Donia Lastovo (Donja Lastva)
- Mardari[16] (Mardari)
- Megline[17] (Meljine)
- Mercovi[18] (Mrkovi)
- Mòcrine (Mokrine)
- Mòides[19] (Mojdež)
- Morigno (Morinj)
- Mulla (Muo)
- Perasto (Perast)
- Perzagno (Prčanj)
- Podi[20] (Podi)
- Porto Rose[21] o Rose (Rose)
- Prievor (Prijevor)
- Punta d'Ostro o Penisola di Prevlaca (Oštri Rt o Prevlaka)
- Radovanich[22] (Radovanići)
- Radovich o Radovici (Radovići)
- Ratissevina[23] (Ratiševina)
- Repaj[24] (Repaji o Bjelske Repaji)
- Risano (Risan)
- Sassovich[25] o Villa dei Sàssoni (Sasovići)
- Sant'Irene o Sutorina (Sutorina)
- Santo Stefano[26] (Sušćepan)
- Savina (Savina)
- Sitnizza (Sitnica)
- Sliebi[27] o San Niccolò (Žlijebi)
- Spuglie (Špulje)
- Sterpo (Strp)
- Stolivo Inferiore (Donji Stoliv)
- Teodo o Tivai (Tivat)
- Topla (Topla)
- Trebesin[28] o Trebéssino (Trebesin)
- Ubli[29] o Planobaròn o (Ubli)
- Verbagni (Vrbanj)
- Zaberghie[14] o Zabergie[30] o Zabergie (Zabrđe)
- Zelenica o Selènica (Zelenika)
- Zevigne (Žvinje)
- Zelenica (Zelenika)